# Niedaltdorfer Tropfsteinhöhle
Die Niedaltdorfer Tropfsteinhöhle ist eine 120 Meter lange Primärhöhle (Tuffhöhle) im Ortsteil Niedaltdorf der Gemeinde Rehlingen-Siersburg (Saarland). Die Höhle wurde vor etwa 8000 Jahren in einem 200 Meter langen, 40 Meter breiten und acht Meter mächtigen Quellkalklager gebildet. Die Ablagerung hat sich in den letzten 10.000 Jahren an der Quelle eines Niedzuflusses gebildet.

## Geschichte
Die Höhle wurde im Jahr 1880 beim Ausschachten der Baugrube für ein Gasthaus entdeckt. Man schenkte ihr jedoch keine Aufmerksamkeit und schüttete die entdeckte Höhlung mit Bauschutt wieder zu. Bei Ausbesserungsarbeiten im Keller des Gasthauses wurde die Höhle im Jahr 1927 erneut entdeckt. Die Erschließungsarbeiten liefen in zwei Etappen bis zum Jahr 1933. Es wurde elektrisches Licht verlegt und so konnte die Höhle 1932 offiziell als Schauhöhle eröffnet werden. 1933 wurde dann der Ostgang durch den Querschlag 2 zu einem Rundweg mit dem Westgang verbunden. Nachdem Besucher immer wieder Andenken aus der Höhle mitgenommen hatten, wurde sie 1937 unter Naturschutz gestellt.

## Geologie
Sehenswert ist im Inneren der Formenreichtum der Tropfsteine und der inkrustierten Pflanzenreste. Die pflanzlichen Einschlüsse sind überwiegend Zweigstückchen und größere Äste, aber auch tierische Bestandteile wie Schneckenschalen. In der Höhle gibt es auch recht große durchsichtige bis durchscheinende Kalzitkristalle.